# Philiris speirionides
Philiris speirionides är en fjärilsart som beskrevs av Hans Fruhstorfer. Philiris speirionides ingår i släktet Philiris och familjen juvelvingar. Inga underarter finns listade i Catalogue of Life.